# Liadagmis Povea
Liadagmis Povea Rodríguez (San Juan y Martínez, 6 febbraio 1996) è una triplista cubana.

## Palmarès
| Anno | Manifestazione      | Sede           | Evento       | Risultato | Prestazione | Note                                     |
| ---- | ------------------- | -------------- | ------------ | --------- | ----------- | ---------------------------------------- |
| 2014 | Mondiali U20        | Eugene         | Salto triplo | Argento   | 14,07 m     | Miglior prestazione personale            |
| 2015 | Giochi panamericani | Toronto        | Salto triplo | 6ª        | 13,97 m     |                                          |
| 2016 | Giochi olimpici     | Rio de Janeiro | Salto triplo | 25ª (q)   | 13,78 m     |                                          |
| 2017 | Mondiali            | Londra         | Salto triplo | 22ª (q)   | 13,55 m     |                                          |
| 2018 | Giochi CAC          | Barranquilla   | Salto triplo | Bronzo    | 14,44 m     |                                          |
| 2019 | Giochi panamericani | Lima           | Salto triplo | Bronzo    | 14,60 m     |                                          |
| 2019 | Mondiali            | Doha           | Salto triplo | 15ª (q)   | 14,08 m     |                                          |
| 2021 | Giochi olimpici     | Tokyo          | Salto triplo | 5ª        | 14,70 m     |                                          |
| 2022 | Mondiali indoor     | Belgrado       | Salto triplo | 5ª        | 14,45 m     | Miglior prestazione personale stagionale |
| 2022 | Mondiali            | Eugene         | Salto triplo | 17ª (q)   | 14,01 m     |                                          |
| 2023 | Giochi CAC          | San Salvador   | Salto triplo | Bronzo    | 14,85 m     |                                          |
| 2023 | Mondiali            | Budapest       | Salto triplo | 6ª        | 14,87 m     | Miglior prestazione personale stagionale |
| 2023 | Giochi panamericani | Santiago       | Salto triplo | Argento   | 14,41 m     |                                          |
| 2024 | Giochi olimpici     | Parigi         | Salto triplo | 4ª        | 14,64 m     |                                          |
| 2025 | Mondiali indoor     | Nanchino       | Salto triplo | Argento   | 14,57 m     | Miglior prestazione personale stagionale |